# Emmanuel Bertin (astrophysicien)
Pour les articles homonymes, voir Emmanuel Bertin et Bertin.
Emmanuel Bertin (né le 19 août 1968) est un astrophysicien et développeur français. C'est « l'un des rares spécialistes du traitement de données astrophysiques », dont le travail le plus connu sont les logiciels S-Extractor et Astromatic.

## Biographie
Emmanuel Bertin naît en 1973. Il complète son diplôme d'études approfondies (DEA) et son doctorat en astrophysique à l'université Pierre-et-Marie-Curie. Il complète ensuite un post-doctorat à l'université de Leyde aux Pays-Bas, suivi d'un second post-doctorat au siège de l'Observatoire européen austral (ESO) à Garching bei München en Allemagne. De 1994 à 1996, il travaille à l'observatoire de La Silla au Chili. En 2011, Emmanuel Bertin participe à un projet de gestion de données du Dark Energy Survey (DES) du National Center for Supercomputing Applications (NCSA).
C'est pendant ses études qu'il met au point S-Extractor, un logiciel servant à construire un catalogue d'objets astronomiques à partir d'images (plus précisément des planètes mineures). En 1996, Emmanuel Bertin et Stéphane Arnouts publient un article dans la revue Astronomy and Astrophysics (A&A) sur le logiciel S-Extractor. Selon un sondage réalisé par A&A en 2009, ce serait « l'un des articles les plus influents des quarante dernières années » de la revue. Par la suite, en s'appuyant sur S-Extractor, il met au point Astromatic, un logiciel de traitement de données astronomiques. En 2015, il maintient toujours Astromatic.
En mai 2015, Emmanuel Bertin est astrophysicien à l'Institut d'astrophysique de Paris. Il a publié 70 articles dans des revues à comité de lecture.
L'astéroïde (16002) Bertin est nommé en son honneur.